# Jürgen Zopp
Jürgen Zopp nacido el 29 de marzo de 1988 (36 años) es un tenista profesional estonio, nacido en la ciudad de Tallin.

## Carrera
Comenzó a jugar tenis a los seis años de edad. Habla estonio e inglés. Su superficie favorita son las pistas duras y su tiro favorito la derecha. El torneo que más le gusta disputar es el de Estocolmo. Sus ídolos cuando era niño fueron Pete Sampras, Marat Safin y Roger Federer. Entrena en Estonia y en Helsinki, Finlandia. Su entrenador físico personal es Ilo Rihvk (desde 2010).
Ha ganado hasta el momento 2 títulos de la categoría ATP Challenger Series, uno de ellos en individuales y otro en la modalidad de dobles.

Jürgen Zopp durante el torneo Roland Garros 2018
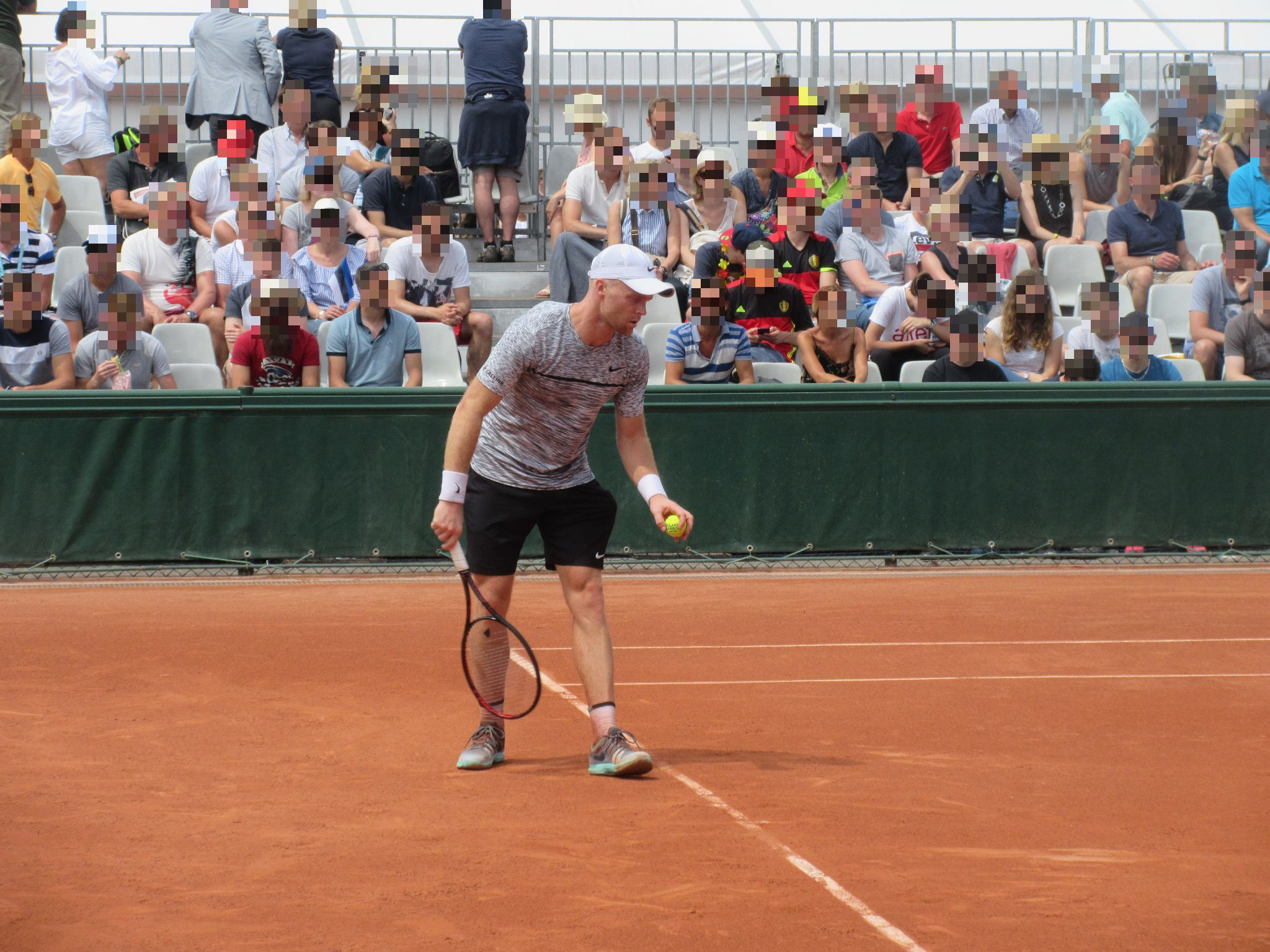
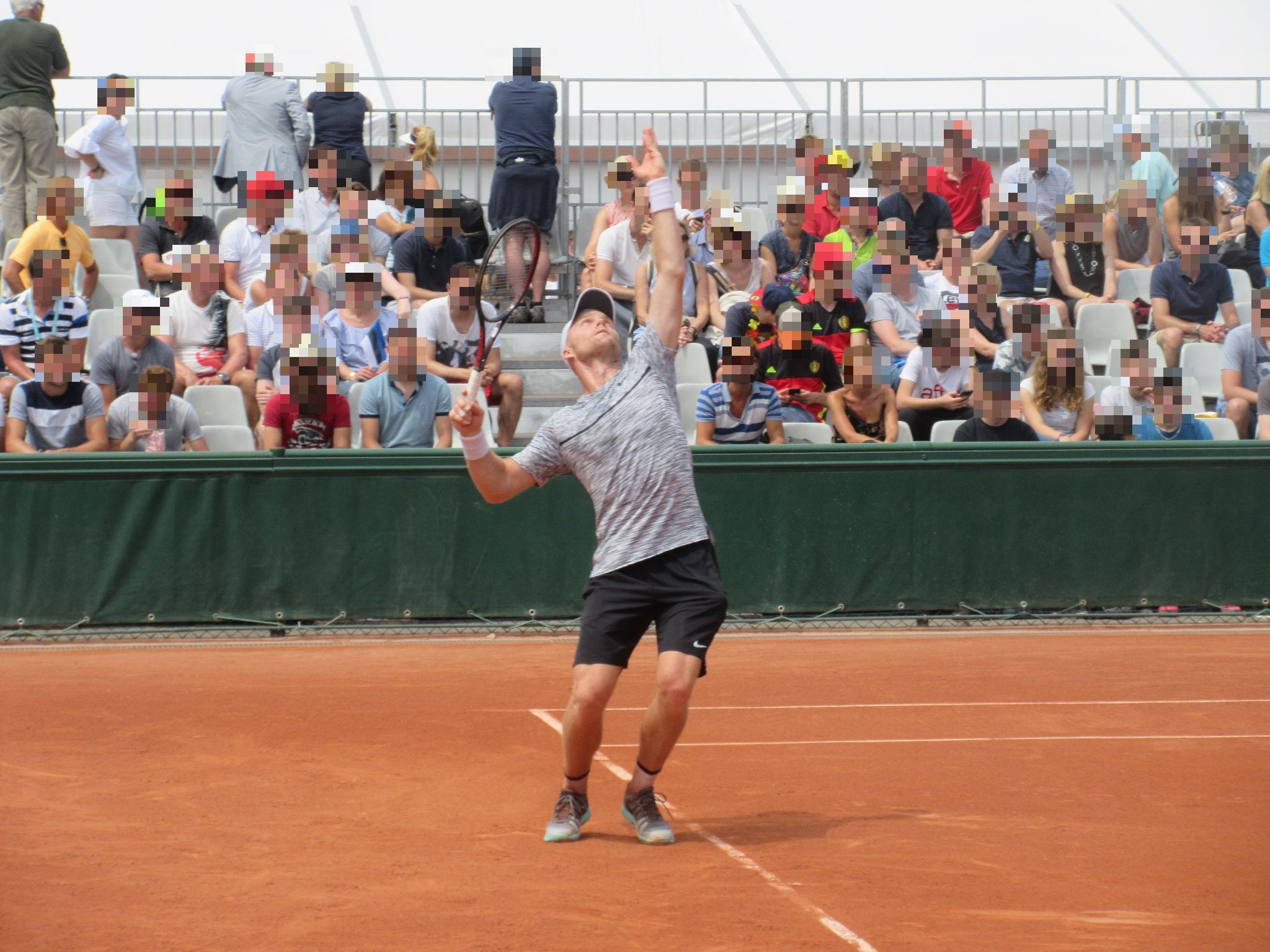
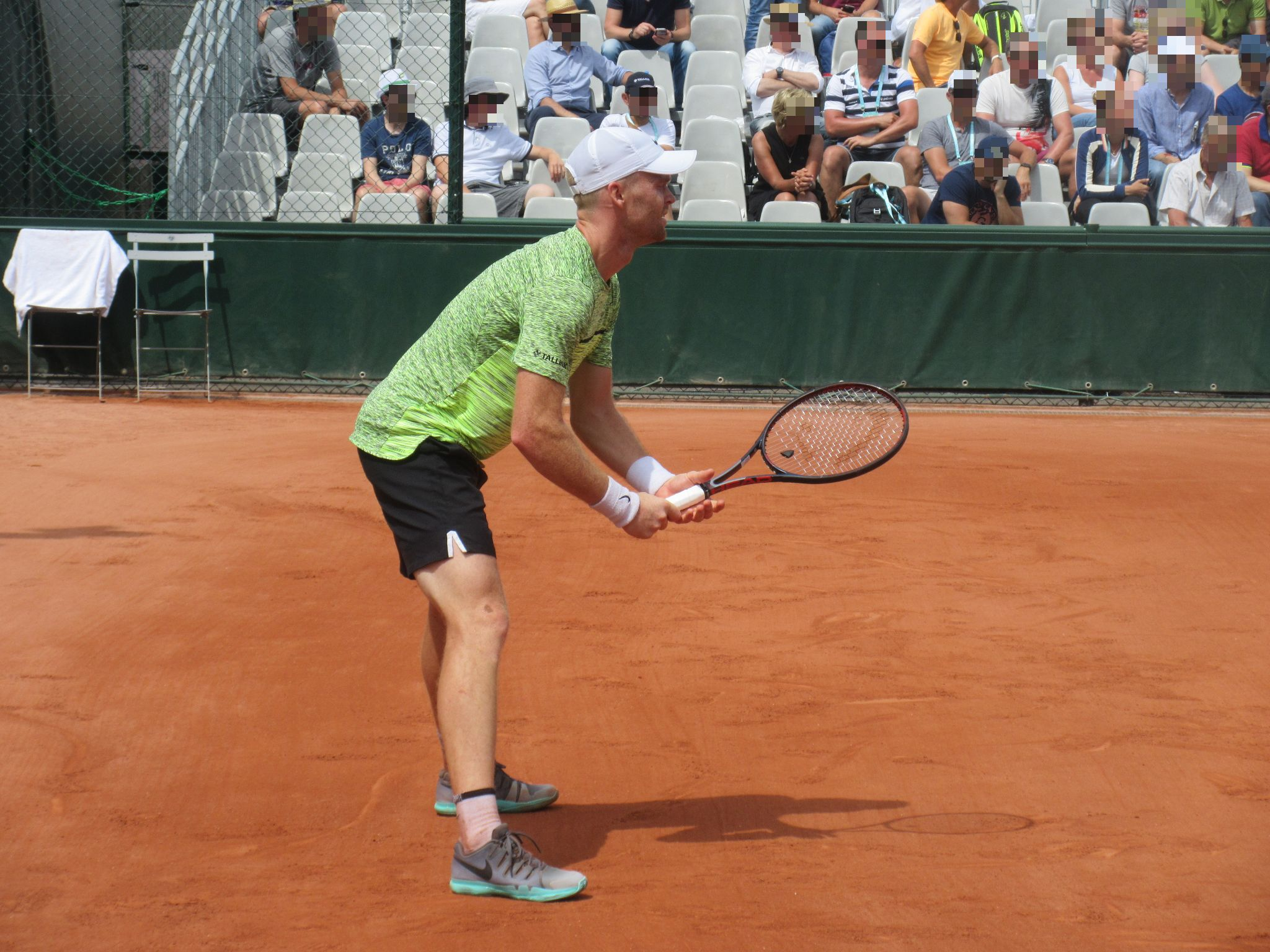
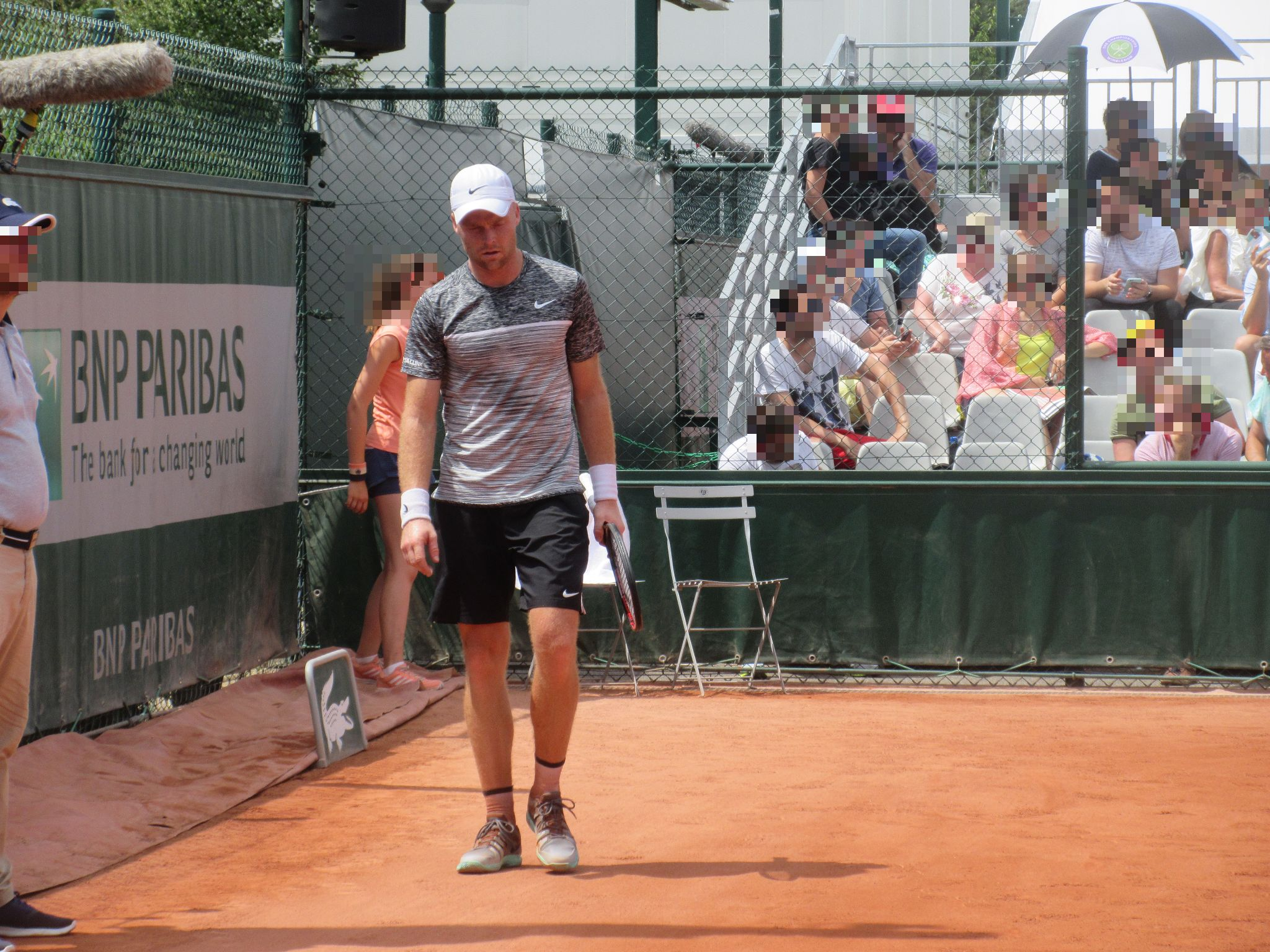
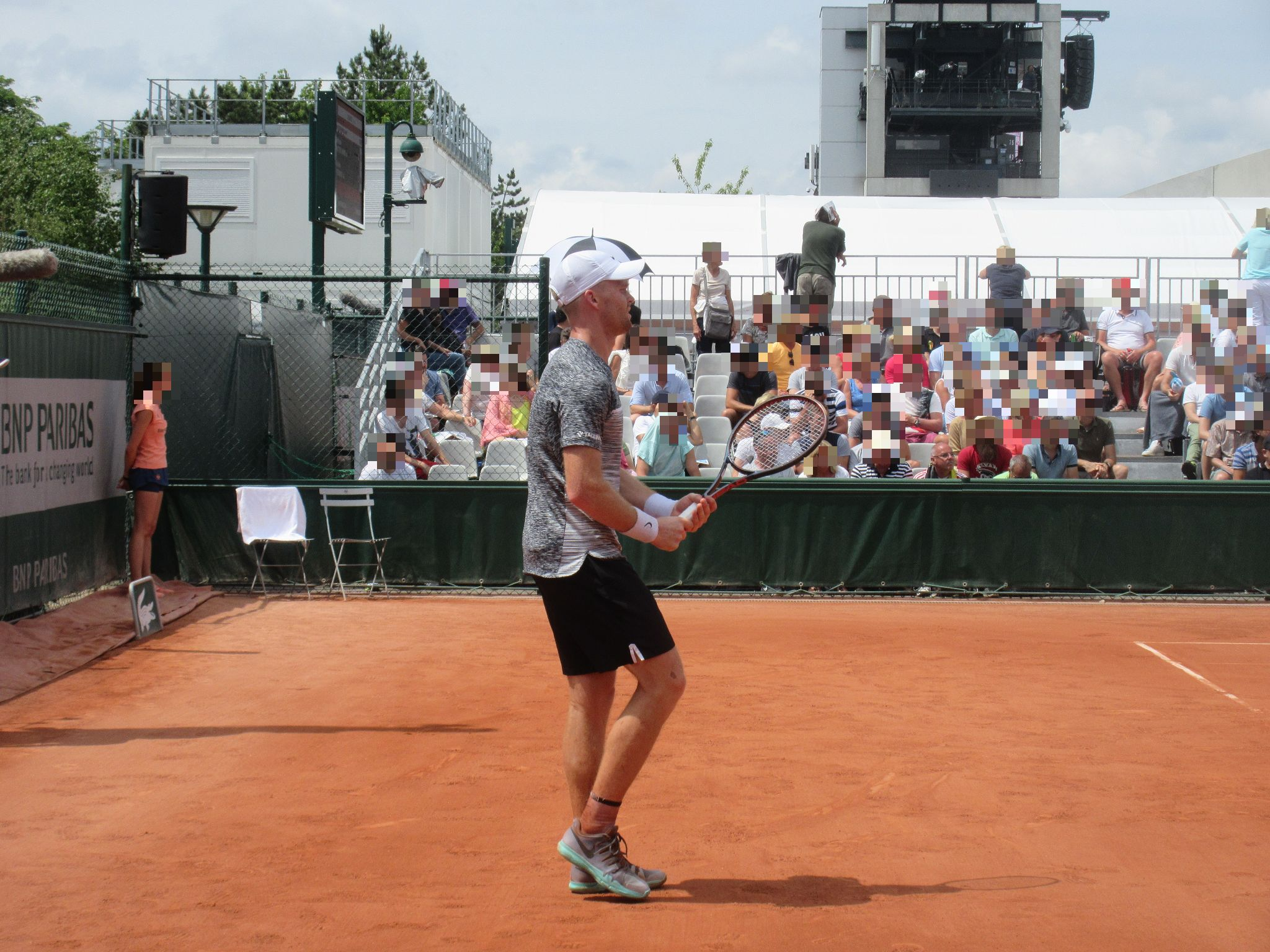

### Copa Davis
Desde el año 2006 es participante del Equipo de Copa Davis de Estonia con un récord de partidos ganados/perdidos de 24-15 en total (15-9 en individuales y 9-6 en dobles). Integra junto con Mait Kunnap el mejor equipo de dobles de la historia para su selección con un registro favorable de 7-4.

### 2012
El mejor jugador de Estonia es el primer jugador de su país en terminar en el Top 100 en la historia del ATP World Tour (desde 1973). En julio, llegó a sus primeros cuartos de final en el Torneo de Bastad (derrotando a Christian Lindell, Filippo Volandri y perdiendo ante el checo Jan Hájek). Clasificó 5 veces en los cuadros principales, incluidos 3 de 4 torneos de Grand Slam: Abierto de Australia (perdió ante Duckworth), Roland Garros (perdió ante Richard Gasquet) y Wimbledon (perdió ante el tunecino Malek Jaziri 9-7 en el quinto set). Ganó su primer partido de un Grand Slam en el US Open derrotando al uzbeko Denis Istomin, cayendo derrotado posteriormente ante el checo Tomáš Berdych). Junto a la victoria frente a Istomin ocupó su ranking más alto logrado de su carrera, alcanzando la posición N.º 71 el 10 de septiembre. En el circuito del ATP Challenger Series, también tuvo buena participación este año. Ganó el título en el Challenger de Kazan en febrero (derrotando al rumano Marius Copil en la final) y semifinales en el Challenger de Túnez en mayo y Luxemburgo en septiembre. Sus registros al final de temporada fueron de 4-6 en el pista dura, 4-4 en tierra batida, 0-1 en hierba y 1-1 en la moqueta. Fue de 0-2 contra rivales Top 10. Obtuvo un récord personal $ 218,204.

## Títulos; 5 (3 + 2)
| Leyenda                     | Individuales | Dobles |
| --------------------------- | ------------ | ------ |
| Grand Slam                  | 0            | 0      |
| ATP World Tour Finals       | 0            | 0      |
| ATP World Tour Másters 1000 | 0            | 0      |
| ATP World Tour 500 Series   | 0            | 0      |
| ATP World Tour 250 Series   | 0            | 0      |
| ATP Challenger Series       | 3            | 2      |

### Individuales
| N.º | Fecha                    | Torneo                 | Superficie    | Oponente en la final | Resultado     |
| --- | ------------------------ | ---------------------- | ------------- | -------------------- | ------------- |
| 1.  | 5 de febrero de 2012     | Challenger de Kazán    | Dura (i)      | Marius Copil         | 7-6, 7-6      |
| 2.  | 16 de noviembre de 2014  | Challenger de Helsinki | Dura (i)      | Dudi Sela            | 6-4, 5-7, 7-6 |
| 3.  | 10 de septiembre de 2017 | Alphen aan den Rijn    | Tierra batida | Tommy Robredo        | 6-3, 6-2      |

### Dobles
| N.º | Fecha                    | Torneo                 | Superficie    | Pareja            | Rival en la final             | Resultado |
| --- | ------------------------ | ---------------------- | ------------- | ----------------- | ----------------------------- | --------- |
| 1.  | 5 de mayo de 2012        | Challenger de Túnez    | Tierra batida | Jerzy Janowicz    | Nicholas Monroe Simon Stadler | 7-6, 6-3  |
| 2.  | 20 de septiembre de 2015 | Challenger de Nanchang | Dura          | Jonathan Eysseric | Hsin-Han Lee Amir Weintraub   | 6-4, 6-2  |